# Signy-Signets
Signy-Signets és un municipi francès, situat al departament de Sena i Marne i a la regió de Illa de França. L'any 2007 tenia 599 habitants.
Forma part del cantó de La Ferté-sous-Jouarre, del districte de Meaux i de la Comunitat de comunes del Pays fertois.

## Demografia

### Població
El 2007 la població de fet de Signy-Signets era de 599 persones. Hi havia 220 famílies, de les quals 40 eren unipersonals (8 homes vivint sols i 32 dones vivint soles), 52 parelles sense fills, 104 parelles amb fills i 24 famílies monoparentals amb fills.
La població ha evolucionat segons el següent gràfic:
Habitants censats

### Habitatges
El 2007 hi havia 238 habitatges, 220 eren l'habitatge principal de la família, 12 eren segones residències i 6 estaven desocupats. 225 eren cases i 11 eren apartaments. Dels 220 habitatges principals, 184 estaven ocupats pels seus propietaris, 29 estaven llogats i ocupats pels llogaters i 7 estaven cedits a títol gratuït; 2 tenien una cambra, 3 en tenien dues, 35 en tenien tres, 57 en tenien quatre i 123 en tenien cinc o més. 178 habitatges disposaven pel capbaix d'una plaça de pàrquing. A 79 habitatges hi havia un automòbil i a 127 n'hi havia dos o més.

### Piràmide de població
La piràmide de població per edats i sexe el 2009 era:
| Homes | Edats   | Dones |
| ----- | ------- | ----- |
| 0     | 95 o +  | 0     |
| 0     | 90 a 94 | 0     |
| 0     | 85 a 89 | 4     |
| 4     | 80 a 84 | 0     |
| 4     | 75 a 79 | 12    |
| 8     | 70 a 74 | 0     |
| 16    | 65 a 69 | 12    |
| 8     | 60 a 64 | 16    |
| 8     | 55 a 59 | 12    |
| 24    | 50 a 54 | 24    |
| 28    | 45 a 49 | 16    |
| 36    | 40 a 44 | 52    |
| 12    | 35 a 39 | 16    |
| 24    | 30 a 34 | 4     |
| 12    | 25 a 29 | 16    |
| 4     | 20 a 24 | 20    |
| 24    | 15 a 19 | 16    |
| 24    | 10 a 14 | 20    |
| 20    | 5 a 9   | 24    |
| 4     | 0 a 4   | 24    |

## Economia
El 2007 la població en edat de treballar era de 398 persones, 302 eren actives i 96 eren inactives. De les 302 persones actives 278 estaven ocupades (145 homes i 133 dones) i 24 estaven aturades (12 homes i 12 dones). De les 96 persones inactives 42 estaven jubilades, 31 estaven estudiant i 23 estaven classificades com a «altres inactius».

### Ingressos
El 2009 a Signy-Signets hi havia 210 unitats fiscals que integraven 580,5 persones, la mediana anual d'ingressos fiscals per persona era de 21.702 €.

### Activitats econòmiques
Dels 18 establiments que hi havia el 2007, 1 era d'una empresa de fabricació d'elements pel transport, 7 d'empreses de construcció, 5 d'empreses de comerç i reparació d'automòbils, 1 d'una empresa de transport, 1 d'una empresa financera, 2 d'empreses de serveis i 1 d'una entitat de l'administració pública.
Dels 6 establiments de servei als particulars que hi havia el 2009, 3 eren paletes, 2 guixaires pintors i 1 lampisteria.
L'únic establiment comercial que hi havia el 2009 era una botiga de mobles.
L'any 2000 a Signy-Signets hi havia 5 explotacions agrícoles.

## Equipaments sanitaris i escolars
El 2009 hi havia una escola elemental integrada dins d'un grup escolar amb les comunes properes formant una escola dispersa.

## Poblacions més properes
El següent diagrama mostra les poblacions més properes.